# Cigales
Cigales és un municipi de la província de Valladolid, a la comunitat autònoma de Castella i Lleó. Limita al nord amb Villalba de los Alcores, Valoria del Alcor i Corcos; al sud amb Fuensaldaña, Valladolid, i Santovenia de Pisuerga; a l'est amb Corcos, i Cabezón de Pisuerga i a l'oest amb Mucientes.